# Tongbaite
La tongbaite è un minerale descritto nel 1983 in base ad una scoperta avvenuta nella contea di Tongbai in Cina ed approvato dall'IMA. Il nome deriva dalla località di scoperta. È un carburo di cromo contenente piccole quantità di ferro e nichel. Il minerale è insolubile in acido cloridrico, solforico e nitrico mentre è intaccato debolmente dall'acqua regia.

## Morfologia
La tongbaite è stata scoperta sotto forma di cristalli di forma pseudoesagonale, prismatici di qualche decimo di millimetro. Alcuni cristalli presentano una terminazione a forma di lancia.

## Origine e giacitura
La tongbaite si trova nelle rocce ultramafiche associata a magnesiocromite, pirrotite, pentlandite, pirite, calcopirite, magnetite, ilmenite, altaite, cubanite, violarite, bismutohauchecornite, awaruite, piombo nativo, cromo nativo, oro nativo, rame nativo, platino nativo, forsterite, flogopite, apatite, diopside, enstatite, idrogrossularia, ossidi e solfuri di ferro, minerali di metalli del gruppo del platino, olivina, pirosseno, diamante, moissanite e piropo.